# Сахівал

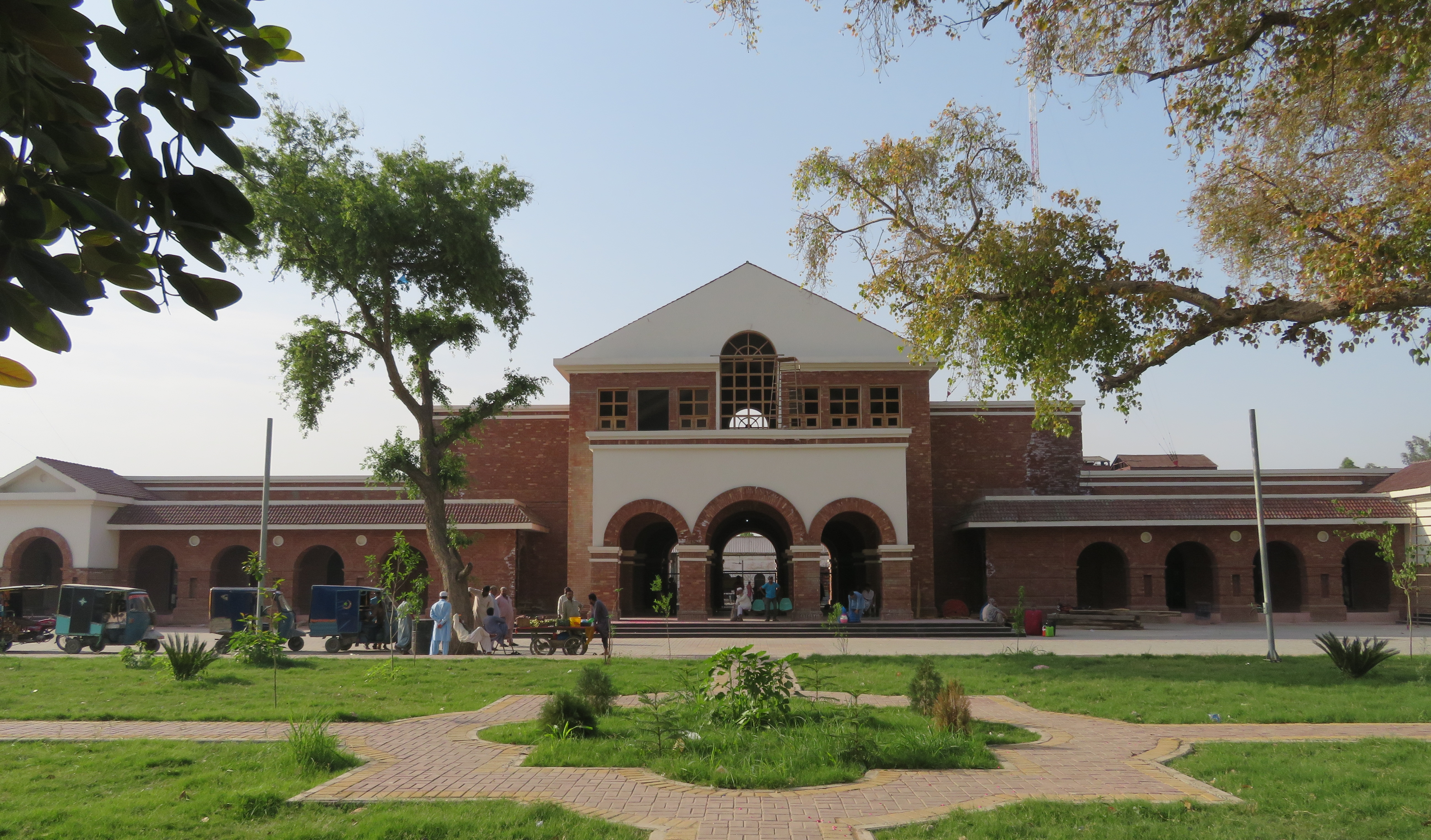
Головний вокзал

Сахівал (пенджабі / урду ساہِيوال), раніше відоме як Монтгомері — місто в Пенджабі, Пакистан. Це 21-ше за чисельністю населення місто Пакистану та адміністративна столиця округу Сахівал і дивізіону Сахівал. Сахівал знаходиться приблизно за 180 км від міста Лахор і за 100 км від Фейсалабада і лежить між Лахором і Мултаном. Сахівал знаходиться на висоті приблизно 152 метри над рівнем моря.
Місто розташоване в густонаселеному регіоні між річками Сатледж і Раві. Основними культурами є пшениця, бавовна, тютюн, бобові, картопля та олійні культури. Виробляються бавовняні вироби та лакована деревина.

## Історія
Після завоювання пенджабських міст Уч і Мултан Омеядами на чолі з Мухаммедом бін Касимом, араби емірату Мултан правили регіоном Сахівал протягом кількох століть. Потім Сахівал залишався частиною провінції Мултан династії Мамлюків. Сахівал також залишався пов'язаним з історичним містом Депалпур.
Сучасне місто Сахівал було засноване в 1865 році, коли на місці невеликого села на залізничній лінії Карачі-Лахор була побудована залізнична станція. Місто було назване Монтгомері на честь сера Роберта Монтгомері, тодішнього віце-губернатора Пенджабу, і замінило Гогеру як столицю новоствореного округу Монтгомері. Через два роки, у 1867 році, тут було створено муніципалітет.
У 1914 році розпочалося будівництво каналу Нижній Барі-Доаб, який зараз зрошує як місто, так і ширший регіон.
Під час розділу Британської Індії у 1947 році місто, що входило до складу округу Монтгомері, було передано Пакистану Пенджабською комісією з питань кордонів. Це було зроблено на підставі того, що в цьому районі переважали мусульмани, незважаючи на претензії Індійського національного конгресу та сикхських груп на підставі більшої кількості власності та доходів, які вони сплачували державі.

## Клімат
Клімат оуругу Сахівал екстремальний, влітку температура сягає 47 °C, взимку опускається до 5 °C. Ґрунти району дуже родючі. Середня кількість опадів становить близько 2000 мм.

## Освіта
Серед навчальних закладів міста відомі:
- Університет Сахівал[14]
- Університет COMSATS, Кампус Сахівал
- Інститут наук Барані[15]
- Медичний коледж Сахівал
- Інженерно-технологічний коледж Куейд-е-Азам, Сахівал
- Науковий коледж Пенджабу
- Вищий коледж
- Система армійських державних шкіл і коледжів (APSCS)
- Шкільна система Beaconhouse
- Міська школа
- Дивізійна народна школа та училище
- Вихователі
- Державний аспірантський коледж Сахівал

## Місто-побратим
Сахівал є побратимом міста Рочдейл у Великому Манчестері, Англія. Приблизно вісім відсотків населення Рочдейла мають азіатське походження, більшість з яких пов'язані з Пакистаном. У 1998 році Рочдейл і Сахівал домовилися про побратимство.

## Відомі люди
- Муштак Ахмед, колишній тестовий гравець у крикет
- Маджід Амджад, поет урду
- Тарік Азіз, телеведучий
- HKL Bhagat, політик і колишній союзний міністр у справах парламенту Індії
- Dildar Pervaiz Bhatti, (телевізійний артист, співак, комік, ведучий)
- Бригадир Кулдіп Сінгх Чандпурі, офіцер індійської армії
- Атташ Дуррані, письменник і вчений урду
- Манзур Елахі, колишній гравець у крикет
- Мехді Хасан, журналіст та історик
- Рана Мохаммад Ханіф Хан, політик і колишній міністр фінансів Пакистану
- Журналіст Назір Наджі та оглядач на урду для різних медіагруп.
- Еммануель Нено, християнський письменник і перекладач
- Кунвар Мохіндер Сінгх Беді Сахар, поет урду
- Нураїз Шакур, політик і колишній федеральний міністр
- Саїн Захур, суфійський музикант